# João Nunes
Pour les articles homonymes, voir Nunes.
João Nunes, de son nom complet João Aniceto Grandela Nunes, est un footballeur portugais né le 19 novembre 1995 à Setúbal. Il évolue au poste de défenseur central au Casa Pia AC.

## Biographie

### En club
Formé au Benfica Lisbonne, il est notamment finaliste de l'UEFA Youth League en 2014 avec les jeunes,.
Ne parvenant pas à s'imposer en équipe première, il évolue avec l'équipe B en seconde division portugaise,.
Il joue à partir de 2016 au Lechia Gdańsk, club avec lequel il remporte la Coupe de Pologne en 2018-2019,.

### En équipe nationale
Avec les moins de 19 ans, il participe au championnat d'Europe des moins de 19 ans en 2014. Lors de cette compétition, il joue quatre matchs. Son équipe s'incline en finale face à l'Allemagne sur le score de 1-0.
Avec les moins de 20 ans, il dispute la Coupe du monde des moins de 20 ans en 2015. Lors du mondial junior organisé en Nouvelle-Zélande, il joue cinq matchs, officiant comme capitaine lors du match contre la Colombie. Le Portugal s'incline en quarts de finale face au Brésil (match nul 0-0 puis défaite 3-4 aux tirs au but).

## Palmarès
- Portugal -19 ans
  - Finaliste du championnat d'Europe des moins de 19 ans en 2014

- Benfica Lisbonne
  - Finaliste de l'UEFA Youth League en 2014

- Lechia Gdańsk
  - Vainqueur de la Coupe de Pologne en 2019